# Campionati africani di corsa campestre
I Campionati africani di corsa campestre (in inglese African Cross Country Championships) sono una competizione continentale organizzata dalla Confederation of African Athletics.
Una prima ed unica edizione si è tenuta nel 1985 a Nairobi, dopo di che la manifestazione è stata rifondata nel 2011, in seguito alla decisione della IAAF di trasformare i campionati del mondo di corsa campestre in evento biennale.

## Edizioni
| Edizione | Anno | Città          | Nazione   | Data     | Sede          |
| -------- | ---- | -------------- | --------- | -------- | ------------- |
| -        | 1985 | Nairobi        | Kenya     |          |               |
| 1        | 2011 | Città del Capo | Sudafrica | 6 marzo  | Koerboom Park |
| 2        | 2012 | Città del Capo | Sudafrica | 18 marzo | Koerboom Park |
| 3        | 2014 | Kampala        | Uganda    | 16 marzo | Kololo        |
| 4        | 2016 | Yaoundé        | Camerun   | 12 marzo |               |
| 5        | 2018 | Chlef          | Algeria   | 17 marzo |               |